# Hélio Pereira dos Santos
Hélio Pereira dos Santos (Pão de Açúcar, 18 novembre 1967) è un vescovo cattolico brasiliano, dal 3 febbraio 2021 vescovo di Serrinha.

## Biografia
È nato a Pão de Açúcar, nell'Alagoas e diocesi di Palmeira dos Índios, il 18 novembre 1967.

### Formazione e ministero sacerdotale
Ha studiato nel seminario arcidiocesano di Maceió.
Nel 1996 ha ottenuto il baccalaureato in teologia presso la Pontifícia Università Cattolica di Rio de Janeiro. Successivamente ha frequentato la facoltà di letteratura dell'Università Statale dell'Alagoas e si è specializzato in storia presso il Center for Higher Studies di Maceió e in inglese presso l'Università Candido Mendes.
Il 19 dicembre 1996 è stato ordinato presbitero dal vescovo Fernando Iório Rodrigues.
Subito dopo l'ordinazione è stato tesoriere del collegio di San Vincenzo de' Paoli in Pão de Açúcar; è divenuto successivamente decano del seminario di San Giovanni Maria Vianney in Palmeira dos Índios e vicario parrocchiale presso la parrocchia di Nossa Senhora de Saude a Igaci.
Dal 1990 al 2001 è stato coordinatore pastorale diocesano e vicario generale; ha ricoperto inoltre il ruolo di cancelliere della curia. Successivamente è stato parroco di Bom Jesus dos Pobres in Quebrangulo. Dal 2006 al 2007 è stato cappellano presso la parrocchia della Divina Pastora.
In questi anni è stato anche docente presso la State Health Foundation del Sergipe, il Center for Higher Studies di Maceió e la Facoltà San Tommaso d'Aquino di Palmeira dos Índios.

### Ministero episcopale
Il 27 aprile 2016 papa Francesco lo ha nominato vescovo ausiliare di San Salvador di Bahia e vescovo titolare di Tiava. Il 22 luglio dello stesso anno ha ricevuto l'ordinazione episcopale, nella cattedrale di Palmeira dos Índios, dal vescovo Dulcênio Fontes de Matos, coconsacranti l'arcivescovo Murilo Sebastião Ramos Krieger e il vescovo José Francisco Falcão de Barros.
Il 16 ottobre 2020 lo stesso papa Francesco lo ha nominato vescovo coadiutore di Serrinha. Il 3 febbraio 2021 è succeduto al governo della diocesi, dopo che lo stesso pontefice aveva accettato la rinuncia al governo pastorale della diocesi, presentata dal vescovo Ottorino Assolari.

## Genealogia episcopale
La genealogia episcopale è:
- Cardinale Scipione Rebiba
- Cardinale Giulio Antonio Santori
- Cardinale Girolamo Bernerio, O.P.
- Arcivescovo Galeazzo Sanvitale
- Cardinale Ludovico Ludovisi
- Cardinale Luigi Caetani
- Cardinale Ulderico Carpegna
- Cardinale Paluzzo Paluzzi Altieri degli Albertoni
- Papa Benedetto XIII
- Papa Benedetto XIV
- Arcivescovo Enrico Enriquez
- Arcivescovo Manuel Quintano Bonifaz
- Cardinale Buenaventura Córdoba Espinosa de la Cerda
- Cardinale Giuseppe Maria Doria Pamphilj
- Cardinale Francesco Saverio Castiglioni
- Papa Pio IX
- Cardinale Alessandro Franchi
- Cardinale Giovanni Simeoni
- Cardinale Antonio Agliardi
- Cardinale Basilio Pompilj
- Arcivescovo Joaquim Domingues de Oliveira
- Arcivescovo Jaime de Barros Câmara
- Arcivescovo José Newton de Almeida Baptista
- Arcivescovo José Maria Pires
- Vescovo Constantino José Lüers
- Vescovo Hildebrando Mendes Costa
- Vescovo Dulcênio Fontes de Matos
- Vescovo Hélio Pereira dos Santos